# Louis Jean Marie Daubenton

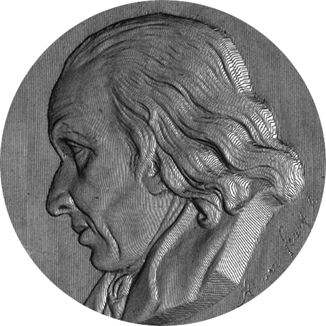
Grabado con un retrato de Louis Daubenton, de Adrien Feart.

Louis Jean-Marie D’Aubenton (más conocido, simplemente, como Daubenton) (Montbard, 29 de mayo de 1716-París, 31 de diciembre de 1799) fue un médico, anatomista, mineralogista, y naturalista francés.

## Biografía
Enviado a París por su padre para estudiar teología, Louis Daubenton siguió en secreto cursos de Medicina y de Anatomía. En 1739, tres años después de la muerte de su padre, Daubenton se instala en Reims. Doctorado en medicina en 1741, vuelve a su ciudad natal para ejercer esta profesión.
En la misma época, Georges Louis Leclerc (conde de Buffon), también oriundo de Montbard y amigo de infancia de Daubenton, lo llama para trabajar con él en el Jardín del Rey para ayudarle en las tareas de disección y estudios anatómicos. Daubenton y Buffon trabajaron juntos durante diez años en la Historia natural de los animales. Daubenton describió cerca de 200 especies de cuadrúpedos, con una precisión sin precedentes. Este trabajo ha sido considerado el punto de partida de la moderna anatomía comparada.
Daubenton fue uno de los primeros naturalistas en aplicar la anatomía comparada a las especies fósiles, refutando así la supuesta existencia de gigantes.
En 1778 Daubenton pasa a ser profesor de historia natural en el Colegio de Francia. En 1783, era profesor de economía rural en el Colegio d'Alfort y en 1795 imparte clases en las escuelas normales. Así mismo, pasa a ser miembro de la Academia de Ciencias de Francia, para la que redacta un gran número de memorias. Escribe también diversos artículos para la L'Encyclopédie.
Con la Revolución francesa el Gabinete del Rey se convierte en el Museo Nacional de Historia Natural de Francia, y Daubenton en su primer director.
En diciembre de 1799, Daubenton es elegido miembro del Senado, pero muere poco después a causa de una crisis de apoplejía.

## Filosofía natural
Al igual que Buffon, Daubenton desconfía del carácter objetivo de la sistemática, especialmente de la linneana, y defiende construirla a partir de la organización completa de los animales y no de ciertos caracteres. A diferencia de Buffon, rechaza el gradualismo en la escala de los seres y mantiene una visión de la jerarquía animal mucho más estática. Su concepto de especie, fundamentado en la constancia de los caracteres morfológicos, es tipológico. De ahí también que la anatomía comparada juegue en su obra un papel mucho más fundamental que en la de Buffon.

## Obra
- Instruction pour les bergers et pour les propriétaires de troupeaux. 1782

## Honores

### Eponimia
- Una calle de París cercana al Jardín de las Plantas: rue Daubenton
- Una estación del metro parisino: Estación de Censier - Daubenton (línea 7)
- Una calle de Dijon
- Un murciélago: murciélago ribereño de Daubenton.
- Una familia de lémures, Daubentoniidae, y la especie Daubentonia madagascariensis